# Kleinita
La kleinita és un mineral de la classe dels halurs. Anomenada en honor de Carl Klein, professor de mineralogia alemany de la Universitat de Berlín.

## Característiques
La kleinita és un halur de fórmula química (Hg₂N)(Cl,SO₄)·nH₂O. Cristal·litza en el sistema hexagonal. La seva duresa a l'escala de Mohs és 3,5. Forma cristalls prismàtics a vegades equidimensionals. Els cristalls són anòmalament birefringents; la seva simetria pot ser monoclínica o triclínica a conseqüència de la disposició del clor, el sulfat o l'aigua. Els cristalls pseudohexagonals solen presentar macles. Les seves propietats òptiques varien segons la temperatura. És soluble en HCl calent i HNO₃.

## Classificació
Segons la classificació de Nickel-Strunz, la terlinguacreekita pertany a «03.DD: Oxihalurs, hidroxihalurs i halurs amb doble enllaç, amb Hg» juntament amb els següents minerals: eglestonita, kadyrelita, poiarkovita, hanawaltita, terlinguaïta, pinchita, gianel·laïta, mosesita, vasilyevita, tedhadleyita, terlinguacreekita, kelyanita, aurivilliusita i comancheïta.

## Formació i jaciments
Aquest mineral ha estat descrit als Estats Units i a Alemanya. Sol trobar-se en les zones d'oxidació dels dipòsits de mercuri.

## Galeria

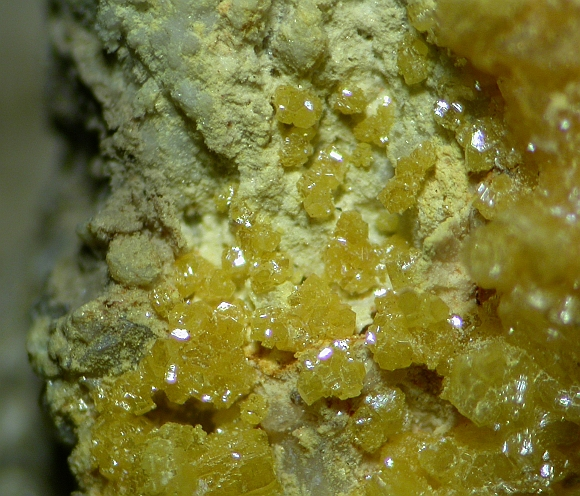
Cristalls de kleinita de la mina McDermitt (Nevada, EUA)
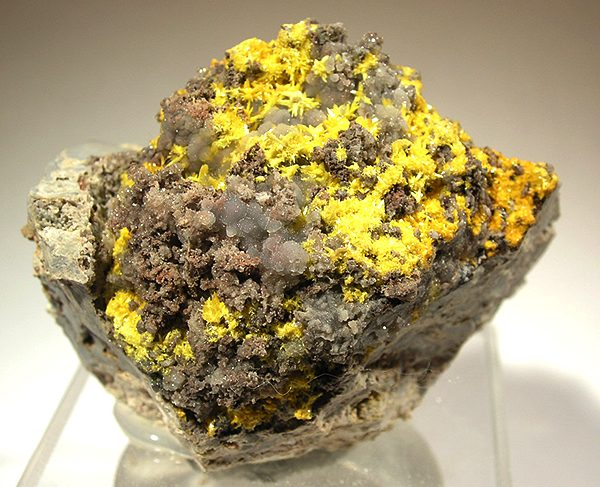
Cristalls de kleinita amb quars de la mina McDermitt (Nevada, EUA)